# Гришино (городской округ Коломна)
Гри́шино — деревня в городском округе Коломна Московской области. До 2017 года относилась к Биорковскому сельскому поселению Коломенского района. Население — 89 чел. (2021). Деревня фактически — дачный посёлок.

## География
Расположена на юго-западе городского округа, примерно в 11 км от Коломны, высота над уровнем моря 165 м. Ближайшие сёла: Воловичи — 1,2 километра на север, Малое Карасёво в 0,5 км на юг и посёлок Лесной в 1,7 км на северо-запад, ближайшая железнодорожная станция — Карасёво Озёрской ветки Рязанского направления Московской железной дороги в 1,7 км.

## История
В доступных источниках впервые встречается на Карте Московской Провинции Горихвостова 1774 года.

## Население
| 2002 | 2006 | 2010 | 2021 |
| ---- | ---- | ---- | ---- |
| 13   | ↘9   | ↗24  | ↗89  |